# Euphaedra prasina
Euphaedra prasina är en fjärilsart som beskrevs av Schultze 1920. Euphaedra prasina ingår i släktet Euphaedra och familjen praktfjärilar. Inga underarter finns listade i Catalogue of Life.